# Lazaret de la Ravine-à-Jacques
Le lazaret de la Ravine-à-Jacques était un lazaret du nord-ouest de La Réunion, département et région d'outre-mer français et un des premiers de l'île,.

## Situation
Comme son nom l'indique, il était situé dans la ravine à Jacques, ravine isolée relevant de la commune de Saint-Denis.

## Historique
Il a été créé à la fin du XVIIIe siècle, alors que l'île était encore une colonie du Second empire colonial. Il a d'abord été destiné aux esclaves atteints de la variole, puis après 1848, il a servi de lieu de quarantaine pour les Indiens et autres travailleurs arrivant dans l'île en tant qu'engagés. En 1852, le gouverneur Doret décide de regrouper les lépreux dans ce lieu qui y resteront jusqu'au milieu du XIXe siècle avant d'être transférés à Saint-Bernard.
Devenu trop petit, sans possibilité d'extension dans un site étroit et encaissé, il a été remplacé à partir de 1860 par les lazarets de la Grande-Chaloupe, construit un peu plus à l'ouest, au lieu dit la Grande Chaloupe dons la ravine homonyme.
Il n'en reste aujourd'hui quasiment plus trace.